# 雪の音
「雪の音」（ゆきのね）は、2012年12月19日にNAYUTAWAVE RECORDSから発売されたGReeeeNの18thシングル。

## 概要
- 17thシングル「OH!!!!迷惑!!!!」から約7ヶ月ぶりのシングル。
- 初回限定版には、表題曲のMUSIC CLIPを収録したDVDが同梱されている。

## 収録曲
- 全曲、作詞･作曲：GReeeeN　編曲：JIN

1. 雪の音  [5:08]
  - JR東日本『JR SKISKI』CMソング
2. 星の降る夜に [4:50]

## 収録アルバム
- いいね!(´・ω・｀)☆（#1）
- 今から親指が消える手品しまーす。（#1、初回盤Bのみ収録）
- C、Dですと!?（#1）
- ALL SINGLeeeeS 〜& New Beginning〜（#1）